# Staffan Crona

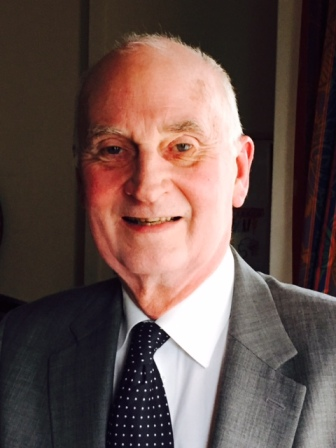
Staffan Crona

Sven Staffan Eberhard Crona, född 9 oktober 1940 i Lund, är en svensk försäkringsman och ämbetsman. 
Crona är jur.kand. och civilekonom efter studier vid Lunds universitet. Han var VD för försäkringsbolaget Vegete 1978–86, koncernchef för Wasa försäkring 1987, riksgäldsdirektör 1988–95 och representant för Sverige, Island och Estland i styrelsen för Europeiska banken för återuppbyggnad och utveckling (EBRD) 1995–2000.
Han är son till jur.kand. Sven Crona och bror till Marianne Söderberg.